# NOLA (álbum)
NOLA es el álbum debut de la banda estadounidense de sludge metal, Down. Fue lanzado el 19 de septiembre de 1995. El origen del nombre del disco, es el acrónimo de la ciudad de origen de la Banda: Nueva Orleans, Luisiana. Las canciones del álbum fueron escritas principalmente por Phil Anselmo y Pepper Keenan entre 1990 y 1995. NOLA fue disco de platino con 1 000 000 copias vendidas en Estados Unidos.

## Lista de canciones
Todas las canciones escritas y compuestas por Anselmo/Keenan, a menos que se indique lo contrario. 
| N.º | Título                  | Escritor(es)                     | Duración |  |
| 1.  | «Temptation's Wings»    | Anselmo/Keenan                   | 4:24     |  |
| 2.  | «Lifer»                 | Anselmo/Keenan                   | 4:36     |  |
| 3.  | «Pillars of Eternity»   | Anselmo                          | 3:57     |  |
| 4.  | «Rehab»                 | Anselmo/Keenan/Windstein         | 4:03     |  |
| 5.  | «Hail the Leaf»         | Anselmo                          | 3:28     |  |
| 6.  | «Underneath Everything» | Anselmo/Keenan                   | 4:46     |  |
| 7.  | «Eyes of the South»     | Anselmo/Keenan                   | 5:13     |  |
| 8.  | «Jail»                  | Anselmo/Keenan/Strange/Windstein | 5:17     |  |
| 9.  | «Losing All»            | Anselmo/Keenan                   | 4:21     |  |
| 10. | «Stone the Crow»        | Anselmo/Keenan                   | 4:42     |  |
| 11. | «Pray for the Locust»   | Anselmo                          | 1:07     |  |
| 12. | «Swan Song»             | Anselmo/Bower/Keenan             | 3:35     |  |
| 13. | «Bury Me in Smoke»      | Anselmo/Keenan                   | 7:04     |  |

## Créditos
- Phil Anselmo - Voz
- Pepper Keenan - Guitarra
- Kirk Windstein - Bajo
- Jimmy Bower - Batería

- Datos: Q939206